# Annona asplundiana
Annona asplundiana là một loài thực vật]] thuộc họ Annonaceae. Đây là loài đặc hữu của Peru.